# TCBS
TCBS (z ang. thiosulfate-citrate-bile salts-sucrose agar) – podłoże mikrobiologiczne zawierające tiosiarczan sodu, cytrynian sodu, sole żółciowe i sacharozę. Służy gł. do hodowli i różnicowania bakterii rodzaju Vibrio.

## Przybliżony skład
Ilość poszczególnych składników w g/l:
- peptony z kazeiny – 5,0
- peptony z mięsa – 5,0
- ekstrakt drożdżowy – 5,0
- cytrynian sodu – 10,0
- tiosiarczan sodu – 10,0
- żółć wołowa suszona – 5,0-8,0
- chlorek sodu – 10,0
- amonowy cytrynian żelaza(III) – 1,0
- błękit tymolowy – 0,04
- błękit bromotymolowy – 0,04
- agar – 14,0-15,0
- sacharoza – 20,0